# Kuantania
Kuantania is een geslacht van rechtvleugeligen uit de familie Pyrgomorphidae. De wetenschappelijke naam van dit geslacht is voor het eerst geldig gepubliceerd in 1935 door Miller.

## Soorten
Het geslacht Kuantania omvat de volgende soorten:
- Kuantania aptera Kevan, 1963
- Kuantania squamipennis Miller, 1935